# Eulers tiran
De Eulers tiran (Lathrotriccus euleri) is een zangvogel uit de familie Tyrannidae (tirannen). Deze vogel is genoemd naar de Zwitsers-Braziliaanse amateur-ornitholoog Carl Hieronymus Euler (1834-1901).

## Verspreiding en leefgebied
Deze soort komt wijdverspreid voor in Zuid-Amerika en telt vijf ondersoorten:
- L. e. flaviventris: Grenada (Kleine Antillen).
- L. e. lawrencei: oostelijk Colombia, noordelijk Venezuela, Suriname, Frans-Guyana en Trinidad.
- L. e. bolivianus: het westelijk Amazonebekken.
- L. e. argentinus: oostelijk Bolivia, Paraguay en noordelijk Argentinië.
- L. e. euleri: zuidoostelijk Brazilië en noordoostelijk Argentinië.

## Status
De grootte van de populatie is niet gekwantificeerd maar de soort wordt omschreven als vrij algemeen. Op de Rode lijst van de IUCN heeft deze soort de status niet bedreigd.